# Gokautomaat

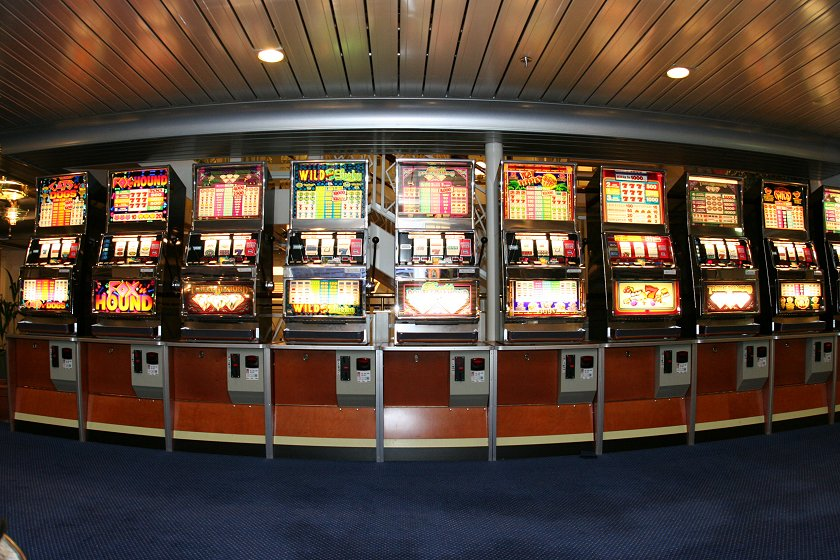
Een rij gokautomaten op een Noorse veerboot

Een gokautomaat (ook wel fruitmachine, gokkast, fruitautomaat of eenarmige bandiet) is een mechanisch kansspel dat op muntgeld werkt. De moderne versies werken soms ook op papiergeld. De apparaten zijn meestal te vinden in casino's en arcadehallen, maar ook vaak in cafés.
Een gokautomaat is niet hetzelfde als een arcade-automaat. Hoewel beide betalend zijn, is het doel van de speler anders. Een arcadespel is enkel ter ontspanning; bij een gokautomaat wil de speler meer geld uit de machine halen dan hij er heeft ingestoken.

## Werking

Display van een gokautomaat

Om te kunnen spelen, moet men geld inwerpen of op een andere manier betalen. Voor dit geld krijgt men punten (credits) die recht geven op een aantal keren spelen. Een gokautomaat heeft drie of meer rollen met daarop verscheidene afbeeldingen. Wanneer een startknop wordt ingedrukt, of de hendel aan de zijkant van het apparaat wordt overgehaald, beginnen de rollen te draaien. Het is de bedoeling dat er twee of meer van dezelfde afbeeldingen op een rij komen te staan, volgens het winschema dat op de gokkast staat. Telkens als dit lukt krijgt de speler extra punten. Zo niet, dan gaat er één of meerdere punten verloren. Men kan doorspelen tot alle credits op zijn, of op een gegeven moment stoppen en de winst of het verlies nemen: de credits die men op dat moment heeft staan, worden dan uitgekeerd.
Gokkasten bestaan tegenwoordig uit meerdere win-lijnen. Naast de klassiek 1-lijn, en 3-lijnen gokkasten zijn er varianten met 5, 20, 40 tot wel 100 win-lijnen.
Een gokkast heeft altijd een uitkeringspercentage of RTP (Return to Player). Bedraagt het uitkeringspercentage bijvoorbeeld 95%, dan betekent er van elke ingelegde euro, € 0,95 aan prijzen uitgekeerd wordt. Het gaat over een percentage dat de gokkast over een lange termijn moet hanteren. Het zogenaamde huisvoordeel is 100% min dit percentage. Gokautomaten zijn veruit de grootste winstgenerator voor bijna elk casino, met een gemiddelde van 30 tot 50% of zelfs meer van de totale inkomsten.
Het toevalskarakter van welk gokspel dan ook is niet te beïnvloeden, en op de lange duur zal men dus altijd geld verliezen.
De gokautomaat met een hendel wordt soms "eenarmige bandiet" genoemd omdat hij op sommige spelers een verslavende werking heeft. Deze spelers stoppen soms pas als ze geen geld meer over hebben. Deze gokautomaten zijn vaak te vinden op kermissen.
De ‘rollen’ zijn op moderne machines vaak computeranimaties waarbij de uiteindelijke positie van de rollen niet mechanisch tot stand komt maar door een elektronische toevalsgenerator. Dit komt ook voor bij digitale fruitautomaten op goksites. Ook deze werken met computeranimaties in plaats van rollen.

## Varianten
Over het algemeen behoren de afbeeldingen horizontaal op rij te staan, maar op sommige apparaten leveren diagonale of zelfs verticale rijen eveneens punten op. Sommige gokkasten hebben meer rollen dan slechts de gebruikelijke 3. Ze hebben dan een benedenspel en een bovenspel. Op sommige kasten is ook een 1/0 spel aanwezig. Met dit spel kan men punten van de creditmeter of winmeter op een grotere meter overschrijven, totdat de benodigde waarde voor de inzet van het bovenspel bereikt is.

## Ontwikkeling
In traditionele buurtcafés behoorde een gokautomaat tot een van de vaste onderdelen; ze waren in veel kroegen te vinden. Ook snackbars hadden soms een gokautomaat staan. Van de opbrengst ging vaak de helft naar de kroegeigenaar en de andere helft naar de automatenverhuurder, waarbij de opbrengst dermate lucratief kon zijn dat de kroegeigenaar er de huur mee kon betalen. De gokkasten in cafés verdwijnen echter in snel tempo, doordat veel bruine cafés plaats maken voor modernere zaken voor een jonger publiek, voor wie de gokautomaten niet meer interessant zijn. In 2016 waren er in Nederland nog zo'n 16.000 gokautomaten in de horeca aanwezig, oftewel in ongeveer 20% van de cafés.

## Grootste winnaar
De grootste jackpot van een online gokkast machine is € 19.430.723,60 deze gigantische jackpot werd gewonnen door een speler van het Belgische online casino Napoleon Games. Met een spin van 15 euro op het populaire jackpot game Mega Moolah maakte de gelukkige winnaar zichzelf ettelijke miljoenen rijker en is op dit moment wereldrecordhouder van de grootste jackpot in een online casino.

## Geschiedenis
Het verhaal van gokautomaten is begonnen in 1891. Het was toen dat het in New York gevestigde bedrijf Sittman en Pitt de eerste machine creëerde die de voorloper was van de huidige gokautomaten. Het spel was gebaseerd op poker en de symbolen waren 50 traditionele speelkaarten.
Een andere belangrijke datum in de ontwikkeling van gameauto's was 1895, toen Charles Augustus Fey de eerste automatische weefmachine creëerde. De gokautomaat kreeg de naam Liberty Bell en de drie spinrollen bevatten 5 symbolen: hoefijzers, diamanten, schoppen, harten en klokken. De machine was zo succesvol dat ondanks het verbod van de San Francisco heersers, Frey nog steeds orders kreeg.
In 1907 produceerde de in Chicago gevestigde fabrikant Herbert Mills een gokautomaat Operator Bell. Het was de eerste gokautomaat waar symbolen zoals vruchten van de huidige gokautomaten
bekend werden.
De eerste populaire elektrische gokmachine was de 1934 geanimeerde paardenrace machine genaamd Paces Races. De echte ontwikkeling van elektronische gokautomaten valt echter in de jaren zestig van de twintigste eeuw. In 1963 werd de "Money Honey" machine gepresenteerd door Bally en een jaar later presenteerde Nevada Electronic een gokautomaat genaamd "21".
De jaren '70 is het begin van de video spelmachines. In 1976 presenteerde Future Coin de eerste video gokautomaat. Video gokautomaten zijn nog steeds in gebruik.

## Wettelijke regulering
Veel landen kennen een systeem van regels waaraan gokautomaten en exploitanten daarvan moeten voldoen, om de speler enige mate van bescherming te bieden.

### Nederland
Zo is er bijvoorbeeld in Nederland sprake van:
- een minimum tijd tussen het drukken op de knop en het tot stilstand komen van de rollen;
- een maximale hoeveelheid geld die in één keer kan worden ingevoerd;
- een minimum uitkeringspercentage.
- het gemiddeld uurverlies (niet groter dan €40)[3].
- een vergunning om kansspelautomaten op de openbare weg, gemakkelijk toegankelijke gemeenschappelijke ruimtes en inrichtingen of hotels/horecagelegenheden te plaatsen[4].

Online gokkasten:
- Online casino’s met een Nederlandse vergunning moeten hun slots eerst laten goedkeuren voordat ze ze kunnen aanbieden voor de spelers. Daarvoor zijn certificaten van testbureaus zoals eCOGRA of iTech Labs nodig. Het komt omdat de toevalsgeneratoren niet mogen worden gemanipuleerd. Het is wettelijk strafbaar[5].
- Er bestaat een informatieplicht, waarbij spelers worden voorgelicht over de risico's van het spel[6].
- Spelers moeten minstens achttien jaar oud zijn.
- Kansspelautoriteit (een overheidsinstantie die toezicht houdt op kansspelen) ziet erop dat online aanbieders van online gokkasten aan alle eisen voldoen. Bij overtreding kunnen boetes en sancties worden opgelegd[7].
- Er zijn momenteel 27 bedrijven in Nederland die online casinospellen, waaronder gokautomaten, legaal mogen aanbieden. Sommige hebben echter nog geen eigen online casino geopend[8].

Wettelijke definities in Nederland:
- Wet op de kansspelen:
  - speelautomaat: een toestel, ingericht voor de beoefening van een spel, dat bestaat uit een door de speler in werking gesteld mechanisch, elektrisch of elektronisch proces, waarbij het resultaat kan leiden tot de middellijke of onmiddellijke uitkering van prijzen of premies, daaronder begrepen het recht om gratis verder te spelen;
    - behendigheidsautomaat: een speelautomaat waarvan het spelresultaat uitsluitend kan leiden tot een verlengde speelduur of het recht op gratis spellen en het proces, ook nadat het in werking is gesteld, door de speler kan worden beïnvloed en het geheel of vrijwel geheel van zijn inzicht en behendigheid bij het gebruik van de daartoe geboden middelen afhangt of en in welke mate de spelduur verlengd of het recht op gratis spelen verkregen wordt;
    - kansspelautomaat: een speelautomaat, die geen behendigheidsautomaat is.
- Wet op de kansspelbelasting (waarbij het casinoregime van toepassing is):
  - kansspelautomatenspel: kansspel dat bestaat uit een door de speler in werking gesteld mechanisch, elektrisch of elektronisch proces, waarbij het resultaat kan leiden tot rechtstreekse of niet-rechtstreekse uitkering van prijzen, met inbegrip van extra speelduur.

### België
In België zijn fysische gokautomaten in principe verboden, tenzij in casino's en in een beperkt aantal speelhallen. In diverse cafés staan er wel fruitmachines, maar deze geven geen geld terug waardoor ze eerder een Arcade-kast zijn. In cafés zijn ook zogenaamde Bingo-toestellen te vinden waarvoor eveneens een vergunning vereist is. In België is de kansspelcommissie bevoegd voor het verlenen van de vergunningen en de controle op alle kansspelinrichtingen. Een hiaat in de wetgeving zorgde er begin jaren 2000 wel voor dat digitale slotmachines, waarbij de afbeeldingen geen fysische rollen waren maar grafisch werden getoond op een computerscherm, toch eender waar gebruikt konden worden. De overheid besliste in 2002 om de wetgeving aan te passen zodat deze kasten terug werden verwijderd. Sinds februari 2012 is het in België ook toegelaten om, onder strikte voorwaarden, online te gokken waardoor online fruitmachines wel toegankelijk zijn.